# Ludaško jezero
Ludaško jezero, Ludaš, negdje i Ludoško jezero je jezero i specijalni rezervat prirode u Vojvodini, Srbija, na rubu Subotičke pješčare (Subotičko-horgoška pješčara), nedaleko od sela Šupljaka i Hajdukova.

## Ime
Ime dolazi od mađarske riječi "ludas", što znači "guska".

## Zemljopisne osobine
Nalazi se 12 km istočno od Subotice, prema Horgošu. Upravno pripada općini Subotica. Dužine je oko 6 km, a površine 387 hektara. Prosječne je dubine 1 metar, a najveća dubina je 2,5 metra. Površina je na nadmorskoj visini od 93 metra.
Pod ledom je tri mjeseca godišnje, a ljeti mu temperatura doseže i do 30 °C.
Ravničarsko je jezero eolske vrste - korito je nastalo prije milijun godina djelovanjem vjetra, što je omogućilo zadržavanje vode u pješčanim dinama, odnosno onemogućilo odtjek vode.
Obale su praporne i visoke. Na jezeru se nalaze tri otočića. 
Glavne pritoke ovom jezeru su potoci Kireš i Čurgo. Kanalima je povezano i s Palićem. Višak vode iz Palićkog jezera je glavni i najvažniji izvor vode za Ludaško jezero, a povremeni tok potoka Kireša je sekundarni izvor.

## Flora i fauna
Stanište je močvarnih vrsta. Budući da nije slanosti kao što je Palićko jezero, u Ludaškom jezeru je bilo znatno više ribe. Ti uvjeti su bili i razlogom ljudske naseljenosti još od pretpovijesti (5000 g. pr. n. e.).
U biljke koje imaju status ugroženosti za ovu pješčaru gdje je jezero, a na teritoriju pod skrbi JP Palić – Ludaš je biljka šafranjika, koja jedino raste na ovim prostorima. Šafranjika je lijepa lukovičasta vrsta koja cvjeta u rano proljeće i u Srbiji egzistira jedino ovdje. Od ugroženih vrsta životinja tu su određene ptičje vrste koje su i najzastupljenije na Ludašu, poput modrovrane, crnoglavog galeba ili trstenjaka, koji je ugrožen jer je tršćaka sve manje. Od vrsta vrste izrazito svojstvenih za ova staništa tu je pješčarski gušter, slijepo kuče ili vidra, vrste vezane za vlažna staništa, a ovdje opstaju i postoje zahvaljujući protoku rječice Kireša.

## Zaštita
28. ožujka 1977. godine uvršteno je na Ramsarsku listu vlažnih staništa od međunarodnog značaja, što se obilježava kao dan tog specijalnog rezervata prirode.
1989. godine dobilo je status važnog ptičjeg rezervata odnosno "pripada I. kategoriji zaštite kao prirodno dobro od posebnog značaja" (vidi IBA područje).
1994. godine proglašeno je specijalnim rezervatom prirode.
Specijalni rezervat Ludaško jezero 2007. obuhvaćao je skoro 2000 hektara sa zaštitnom zonom.

## Zanimljivosti
Na jednom od otočića na Ludaškom jezeru krio se je mađarski hajduk (mađ. betyár) Sándor Rózsa.
Na samom jezeru planiralo se Vizitorski centar, čime se ostvaruje zamisao izravne edukacije djece školskog uzrasta o prirodnim rijetkostima ovog podneblja i podučavanju o njihovoj zaštiti.

## Vanjske poveznice
- (srp.) Ludaško jezero  Arhivirana inačica izvorne stranice od 9. ožujka 2009. (Wayback Machine)
- Radio Subotica  Arhivirana inačica izvorne stranice od 3. ožujka 2021. (Wayback Machine) Obilježavanje Dana Specijalnog rezervata prirode «Ludaško jezero»
- (srp.) Izvršno vijeće AP Vojvodine[neaktivna poveznica] Tajništvo za zaštitu životne sredine i održivi razvoj: SRP Ludaško jezero
- (srp.) zEtna - Magazin a vulkán alatt  Arhivirana inačica izvorne stranice od 19. prosinca 2005. (Wayback Machine) Ciconia K21SV
- (srp.) Subotičke  Arhivirana inačica izvorne stranice od 30. ožujka 2009. (Wayback Machine) Palić, Ludoš, Kelebija - jezera ili bare? : Nesporazumi oko statusa jezera, 8. svibnja 2008.
- (srp.) Subotičke[neaktivna poveznica] Palić, Ludoš, Kelebija - jezera ili bare? : Ludaško jezero je u stvari bara, 16. svibnja 2008.
- (srp.) Subotičke[neaktivna poveznica] Palić, Ludoš, Kelebija - jezera ili bare? : Kako je izgubljena vlast nad vodama, 22. svibnja 2008.